# Bateau de Nordland
Pour les articles homonymes, voir Nordland.

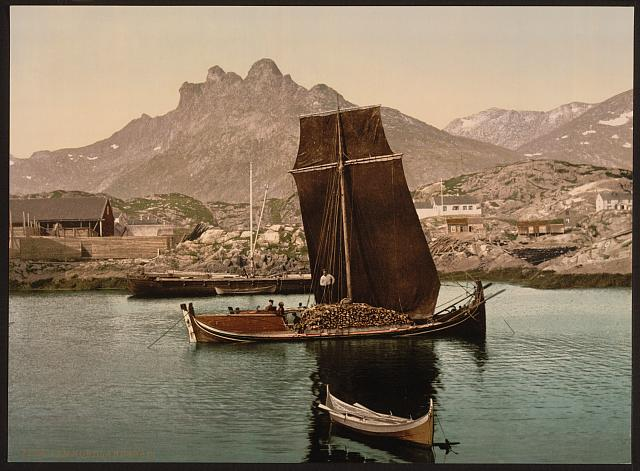
Nordland (Photo entre 1890 et 1900).

Un bateau de Nordland (Nordlandsbåt en norvégien) est un type de bateau de pêche utilisé depuis le Moyen Âge dans les comtés du nord du Nordland, du Troms et du Finnmark en Norvège.
Il tire son nom du comté de Nordland où il a une longue histoire dans le secteur de la pêche vikings dans les îles Lofoten et Vesterålen.

## Construction

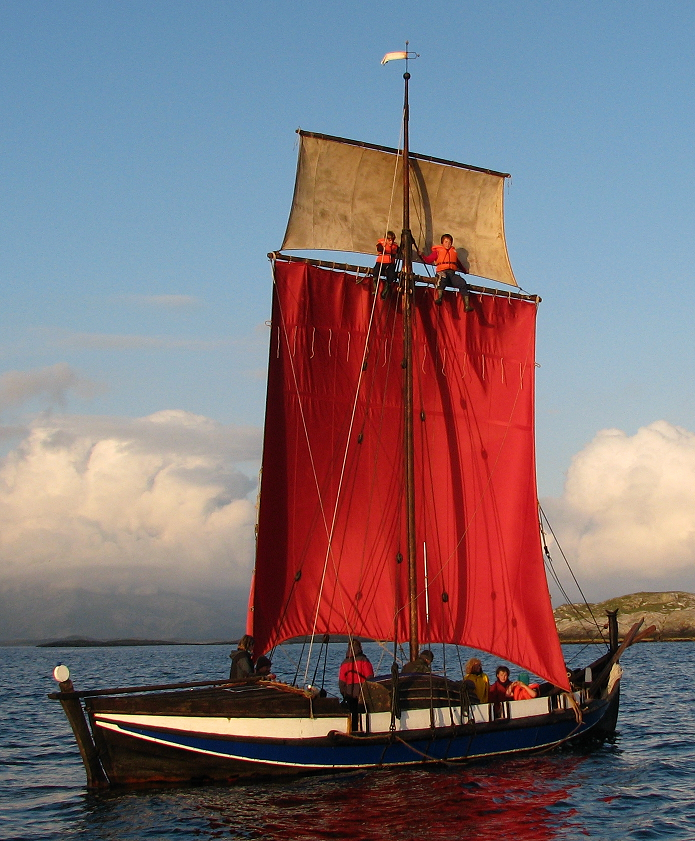
Bateau de Nordland traditionnel Norvégien près de Kvitvær (Lurøy, Nordland)

### Dimensions et structure
Le bateau nordland a une conception de coque en bordage à clin avec un gouvernail à l’arrière. Sa longueur varie entre 4 et 12 m de long avec un rapport longueur/largeur de 3-1 à 4-1. Il a une proue et une poupe hautes, une quille peu profonde, une coque en V et un plat-bord utilisé pour la levé des filets de pêche. Certains des plus grands bateau de Nordland ont une cabine amovible qui sert d’abri, souvent avec un poêle à bois à l’intérieur.

### Gréement
Le nordlander a normalement une grande voile carrée, et pour les plus gros bateaux, un hunier.

### Matériaux
Le chêne était un bois de prédilection des constructeurs de navires depuis des siècles pour sa résistance à la pourriture, sa résistance et  sa durabilité. Cependant, il n'y a pas de chêne en Norvège. Pour cette raison, les matériaux utilisés dans le Nordland sont presque exclusivement du pin et, dans les régions du nord, du sapin. Le pin et le sapin sont des bois plus légers qui facilitent l’établissement sur le rivage, mais au détriment de la durabilité.

### Caractéristique unique
L'une des caractéristiques uniques du Nordland est son système de ballast. Des dizaines de rochers de la taille d'un poing sont placés au fond du bateau pour le maintenir alourdi. La densité de ces navires en pin ou en sapin est plus faible que les navires classique en chêne. Au cas où le bateau serait submergé ou chavirerait, les rochers sont conçus pour rouler hors du bateau, ce qui allégerait le bateau et le maintiendrait ainsi à flot.

## Typologie
Il existe une grande diversité de sous-types de bateaux du Nordland, en fonction de la taille du bateau et du nombre de compartiments en cale pour le poisson péché :
- Færing : 2 compartiments, 5 m (16 pieds)
- Hundromsfæring : 2,5 compartiments, 5,5 m (18 pieds)
- Sekrsring : 3 compartiments, 6 m (20 pieds)
- Halvfjerderømming : 3,5 compartiments, 6,5 m (22 pieds)
- Firroing : 4 compartiments, 7 m (24 pieds)
- Halvfemterømming : 4,5 compartiments, 8 m (27-28 pieds)
- Åttring : 5 compartiments, 9 à 10 m (30-34 pieds)
- Fembøring : 6 compartiments, 10 à 15 m (plus de 32 pieds)

## Versions sami
L’une des plus grandes différences entre les Nordlands construits par les Norvégiens et les Samis est que les Samis ont cousu les planches du bordage ensemble en utilisant des intestins de rennes, tandis que les Norvégiens ont utilisé des rivets en fer.
Le bateau Nordland a une très longue histoire sur la côte nord de la Norvège, avec à la fois des Norvégiens et des Samis (un peuple autochtone du nord de la Scandinavie). En 950 apr. J.-C. les Samis construisent déjà ces navires. Vers 1000 apr. J.-C., les Samis construisent des bateaux de Nordland pour les vendre aux norvégiens des communautés agricoles du nord du littoral avant que les Norvégiens ne commencent bientôt à les construire eux-mêmes. Les bateaux de Nordland ont continué à être construits pendant plus de 1 000 ans et, au début du XXe siècle, ils étaient encore utilisés pour la pêche et le transport côtier.

## Le bateau du Nordland aujourd'hui

Blason actuel (1965) du Nordland.

Les bateaux Nordland ne sont plus utilisés aujourd'hui comme bateaux de pêche mais comme bateaux de plaisance et ont des courses annuelles.
Le blason de Nordland utilise par ailleurs ce type de bateau : le Nordlandsbåt.